# Sultán z Terengganu
Sultán z Terengganu je titul vládce Malajského státu Terengganu. Současný sultán, Mizan Zainal Abidin z Terengganu, je osmnáctým sultánem a mezi lety 2006 až 2011 sloužil jako Yang di–Pertuan Agong (král) Malajsie. Ve svém státě je hlavou islámu.

## Dějiny
Terengganu se objevil jako nezávislý sultanát v roce 1725 dosazením prvního sultána Zainala Abidina.
V roce 1871 se Terengganu stalo vazalským státem Rattanakosinského království. Za thajské nadvlády Terengganu prosperoval a vláda v Bangkoku ho z velké části nechávala na pokoji.
Sultán Zainal Abidin III. na trůn nastoupil po smrti svého otce sultána Ahmada II. v roce 1881. Za jeho vlády se Terengganu stal britským protektorátem prostřednictvím anglo–siamské smlouvy z roku 1909. V roce 1911 vydal Terengannuský sultán první ústavu. Za vlády sultána Muhammada Shaha II. došlo v Terengganu k růstu malajského nacionalismu. Sultán Sulaiman Badrul Alam Shah zemřel 25. září 1942 na otravu krve. Japonská vojenská správa, která v té době okupovala Malajsko, prohlásila jeho syna, Ali Shaha, za 15. sultána z Terengganu. V roce 1943 thajská vláda pod ministerským předsedou a polním maršálem Pibulem Songgramem převzala správu Terengganu od Japonců a nadále uznávala Aliho Shaha jako sultána.
Když se Britové po skončení druhé světové války vrátili, odmítli uznat Aliho Shaha jako právoplatného sultána. Ali Shah byl údajně příliš zadlužený a měl moc blízko k Japoncům během jejich okupace. Podle Aliho Shaha ho Britové chtěli odstranit kvůli jeho odmítnutí podepsat smlouvu o Malajské unii a také nesouhlasila s jeho osobností.
V roce 1945 státní rada Terengganu složená oznámila odvolání sultána Aliho a jmenování Tengku Ismaila 16. sultánem z Terengganu. Sultán Ali si nárokoval trůn až do své smrti 17. května 1996.
Sultán Mahmud al–Muktafi Billah Shah nastoupil na trůn po smrti svého otce v roce 1979 a vládl Terengganu až do roku 1998, kdy se sultánem stal jeho syn Mizan Zainal Abidin.

## Seznam sultánů

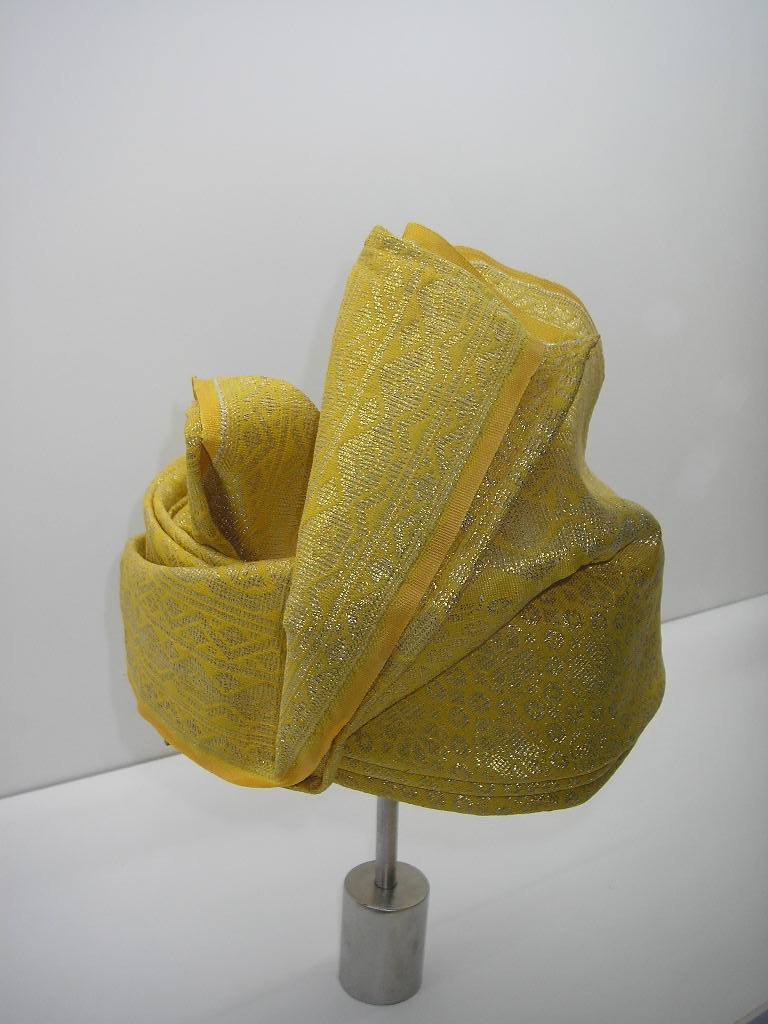
Pokrývka hlavy sultána z Terengganu (Solek Belalai Gajah).

1. 1725–1733: Zainal Abidin Shah I z Terengganu
2. 1733–1793: Mansur Riayat Shah I z Terengganu
3. 1793–1808: Zainal Abidin Shah II z Terengganu
4. 1808–1830: Ahmad Muazzam Shah I z Terengganu
5. 1830–1831: Abdul Rahman Shah
6. Leden – duben 1831: Dzaudd Riayat Shah
7. 1831 (společně): Omar Riayat Shah a Mansur Shah II
8. 1831–1837: Mansur Riayat Shah II z Terengganu
9. 1837–1839: Muhammad Muazzam Shah I
10. 1839–1876: Omar Riayat Shah
11. 1876–1877: Mahmud Mustafa Shah
12. 1877–1881: Ahmad Muazzam Shah II
13. 1881–1918: Zainal Abidin Shah III
14. 1918–1920: Muhammad Muazzam Shah II († 1955)
15. 1920–1942: Sulaiman Badrul Alam Shah
16. 1942–1945: Ali Bhadrul Hasshik Alam Shah (†1996)
17. 1945–1979: Ismail Nasiruddin Shah
18. 1979–1998: Mahmud al–Muktafi Billah Shah
19. 1998–dosud: Mizan Zainal Abidin

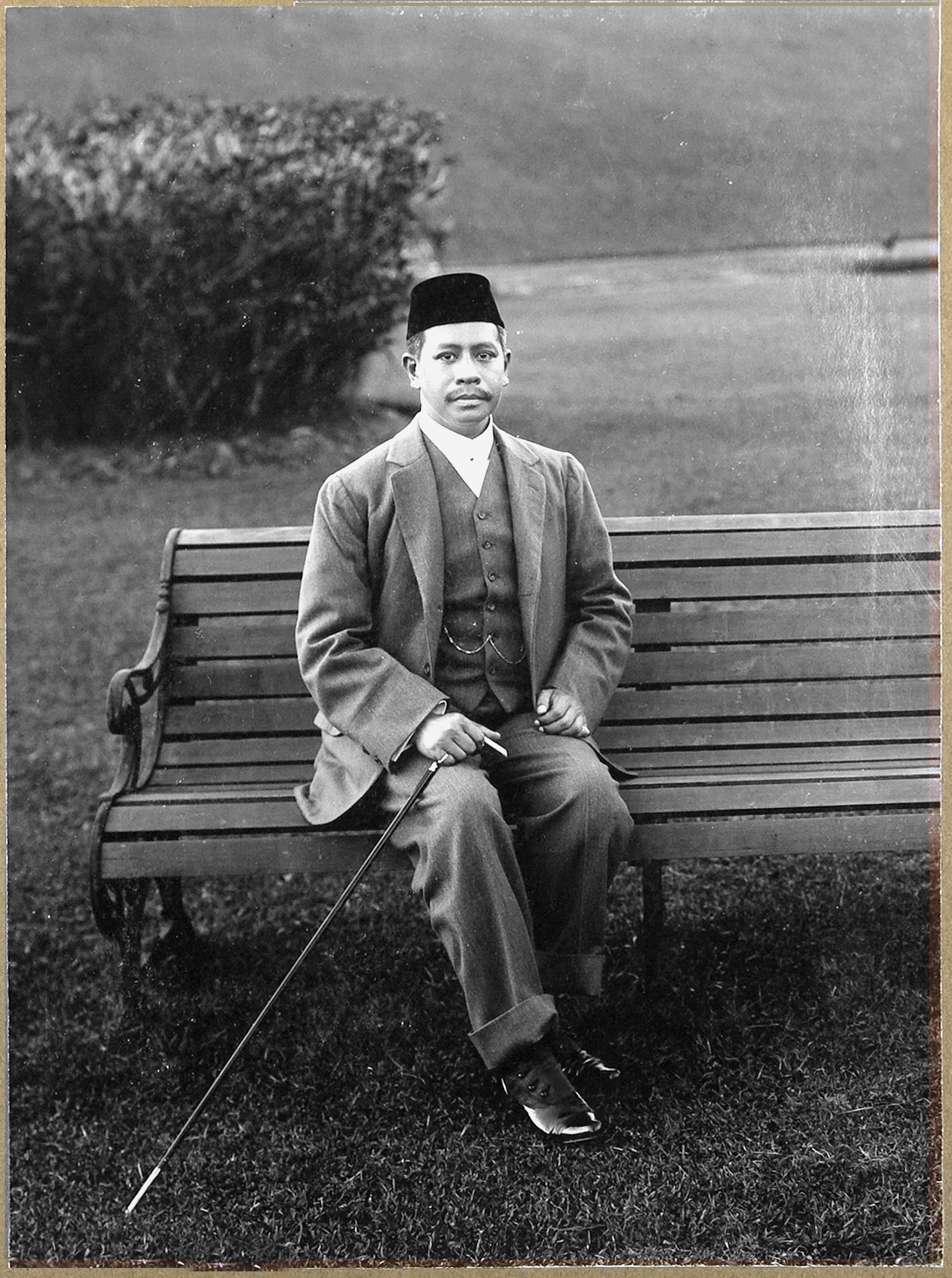
Sultan Zainal Abidin III (vládl 1881–1918), 12. sultán z Terengganu
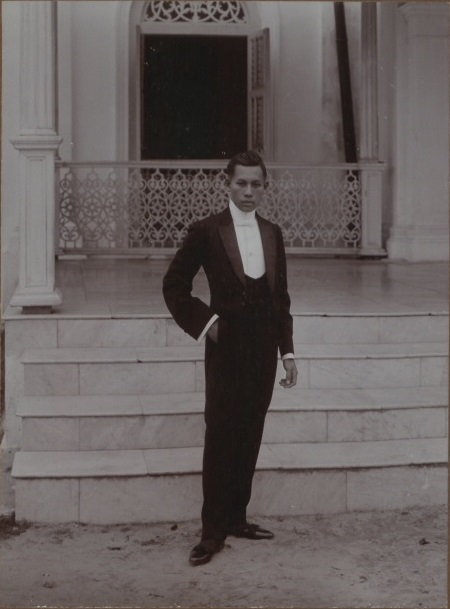
Sultan Muhammad Shah II (vládl 1918–1920), 13. sultán z Terengganu
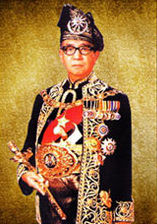
Ismail Nasiruddin z Terengganu (vládl 1965–1970), 16. sultán z Terengganu
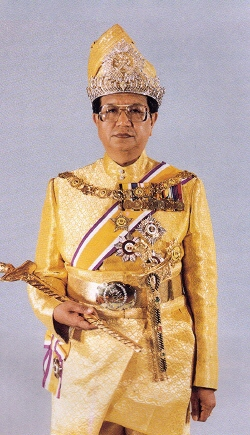
Mahmud z Terengganu(vládl 1979–1998), 17. a předchozí sultán Terengannu